# 山本圭祐
山本 圭祐（やまもと けいすけ、1980年5月11日 - ）は、日本の俳優である。
愛知県出身。ワン・ツゥ・スリー所属。身長162cm。2002年日本映画学校俳優科卒業。2003年より矢内原美邦のダンスカンパニー「ニブロール」に参加し、「ミクニ・ヤナイハラ・プロジェクト」の全公演に出演。

## 出演

### テレビドラマ
- インディゴの夜（2010年3月31日・4月2日、東海テレビ/フジテレビ） - 黒田亘 役
- 連続テレビ小説（NHK）
  - ゲゲゲの女房（2010年7月） - 編集部員・小村 役
  - 梅ちゃん先生（2012年7月） - 職工 役
  - まれ（2015年） - 新谷浩介 役
- GM〜踊れドクター 第3話（2010年8月1日、TBS） - 岡部 役
- SPEC〜警視庁公安部公安第五課 未詳事件特別対策係事件簿〜（2010年11月「戊の回」（第5話） - 「己の回」（第6話）、TBS） - 山崎啓吾 役
- 名探偵コナン 工藤新一への挑戦状 第1話（2011年7月7日、読売テレビ） - 岸晃介 役
- デカ 黒川鈴木 第10話（2012年3月8日、読売テレビ） - 島田圭一 役
- 放課後はミステリーとともに 2回表・裏（2012年5月7日・14日、TBS） - 植田ヒロキ 役
- 花のズボラ飯 第5話（2012年11月、毎日放送/TBS） - 司会者 役
- めしばな刑事タチバナ 第5話（2013年5月、テレビ東京） - 岩瀬良一 役
- 福家警部補の挨拶 第6話（2014年2月、フジテレビ） - 土井昭輔 役
- ルーズヴェルト・ゲーム（2014年4月、TBS） - 田川 役
- BORDER 警視庁捜査一課殺人犯捜査第4係 第4話（2014年5月、テレビ朝日） - 木山 役
- サムライせんせい（2015年、テレビ朝日） - 中嶋和樹 役
- 大岡越前3 第1話（2016年1月15日、NHK BSプレミアム） - 寅吉 役
- 警視庁ゼロ係〜生活安全課なんでも相談室〜 第6話（2016年2月19日、テレビ東京） - 磯沼茂晴 役
- キャリア〜掟破りの警察署長〜（2016年、フジテレビ） - 矢野静馬 役
- 大河ドラマ おんな城主 直虎（2017年、NHK） - 辰 役
- 月曜名作劇場 信濃のコロンボ4（2017年4月24日、TBS） - 小西勝男 役
- コウノドリ（2017年、TBS） - 武田克也 役
- 陸王 第3話（2017年、TBS） - 村尾 役
- 99.9-刑事専門弁護士- SEASON II 第1話（2018年、TBS） - 道知部晃 役
- この世界の片隅に（2018年、TBS） - 刈谷武 役
- 闇の伴走者〜編集長の条件 第1話・第3話・第4話（2018年3月31日・4月14日・21日、WOWOW） - 国鉄職員 役[1]
- 科捜研の女 （テレビ朝日）
  - season18 最終話（2018年12月13日） - 岩尾雅基 役
  - season24 第3話（2024年7月17日） - 紅林治彦 役[2]
- 記憶捜査〜新宿東署事件ファイル〜 第2話（2019年1月25日、テレビ東京） - 松井洋一 役
- THE GOOD WIFE / グッドワイフ 最終話（2019年3月17日、TBS） - 吉野保志 役
- 家政夫のミタゾノ 第3シリーズ 第1話（2019年4月19日、テレビ朝日） - 月岡守 役
- インハンド（2019年、TBS） - 大島一茂 役
- Heaven? 〜ご苦楽レストラン〜 第1話（2019年7月9日、TBS） - 八百久 役
- 大富豪同心 第8回（2019年6月、NHK BSプレミアム/NHK BS4K） - 三治 役
- 相棒 season18 第4話（2019年10月30日、テレビ朝日） - 片桐晃一 役
- 日曜プライム 「庶務行員 多加賀主水が許さない3｣（2019年11月17日、テレビ朝日） - 松橋文也 役
- 70才、初めて産みますセブンティウイザン。（2020年、NHK BSプレミアム/NHK BS4K） - ハシビロ 役
- 孤独のグルメ Season10 第3話 （2022年10月22日、テレビ東京）- 客 役
- 岸辺露伴は動かない 第7話（2022年12月26日、NHK） - 神主・息子 役
- 罠の戦争（2023年） - 蜂尾佑 役
- ラストマン-全盲の捜査官- 第5話（2023年5月21日、TBS） - 沢渡修平 役[3]
- さよならマエストロ〜父と私のアパッシオナート〜（2024年1月14日 - 3月17日、TBS） - 滝田 役[4]
- アンチヒーロー 第6話（2024年5月19日、TBS） - 大洋出版警備員 役[5]

### ウェブドラマ
- twitterドラマ『家族になれたら』（2017年12月6日 - 2018年1月6日、Twitter）[6]

### 劇場アニメ
- 音楽（2020年） - 古美術 髪ハネ 役

### 舞台
- 「旗童貞」（2002年）
- 「新・橘さん家の卓袱台」（2003年）
- 「清ハネムーンへ行く!?」（2003年）
- 「ノート(裏)」（2003年）
- 「NO-TO」（2003年）
- 「磯の鮑の片思い」（2004年）
- 「反感の嵐」（2004年）
- 「フィクショニア」（2004年）
- 「背徳令嬢肉奴隷」（2004年）
- 「とくする髪型」（2004年）
- 「NOTES」（2004年）
- 「LAOKOON FES.」（2004年）
- 「フレッシュ　スプラッシュ」（2005年）
- 「狐の牡丹」（2005年）
- 「はてしない物語」（2005年）
- 「吾妻橋ダンスクロッシング」（2005年）
- 「3年2組」（2005年、2008年）
- 「トヨタコレオグラフィーアワード2006」（2006年）
- 「昨日拾ったコレから」（2006年）
- 「no direction」（2007年）
- 「吾妻橋ダンスクロッシング・ベリーベスト」（2007年）
- 「public=un+public」（2007年）
- 「Oh!電気ボーイ」（2007年）
- 「青ノ鳥」（2007年）
- 「no direction」（2008年）
- 「流れ星だ。」（2008年）
- 「青ノ鳥」（2009年）
- 「五人姉妹」（2009年）
- 「にんげん」（2009年）
- 「沼」（2009年）
- 「ロボット」（2024年）[7]
- 「幸子というんだほんとはね」（2025年）[8]
- 「不可能の限りにおいて」（2025年公演予定）[9]

### CM
- カルビーポテトッチプス「ミュージカル」篇（2008年）
- NTTドコモ docomo PRIME series「N-02B Special Website／NEC mobile」（2009年）
- 大和ハウス工業「大菅小百合」篇（2009年）
- アート引越センター「手遊び篇」（2010年）
- ミツカン「バック転パパ篇」（2010年）
- ミツカン「毎朝、マイ黒酢篇」（2014年）

### ラジオ
- アンハジ・ヤマケイのちょめちょめラジオ（FMヨコハマ制作・ポッドキャスト配信、2023年10月 - 11月） - 安齋肇と共演